# Tolypeutes tricinctus
Il bolita o apar (Tolypeutes tricinctus) è un armadillo diffuso in Brasile (stati di Pernambuco, Piauí, Maranhão, Minas Gerais e Bahia), dove colonizza le foreste tropicali, prediligendo le zone con terreni polverosi.

## Dimensioni e aspetto
Misura circa 37 cm di lunghezza, per un peso di poco più di 1 kg.
Il colore della corazza va dal dorato al bruno scuro: la maggior parte degli animali ha 3 bande (da qui il nome scientifico tricinctus), ma alcuni ne possiedono due o addirittura quattro.
La coda è corta e tozza.

## Comportamento

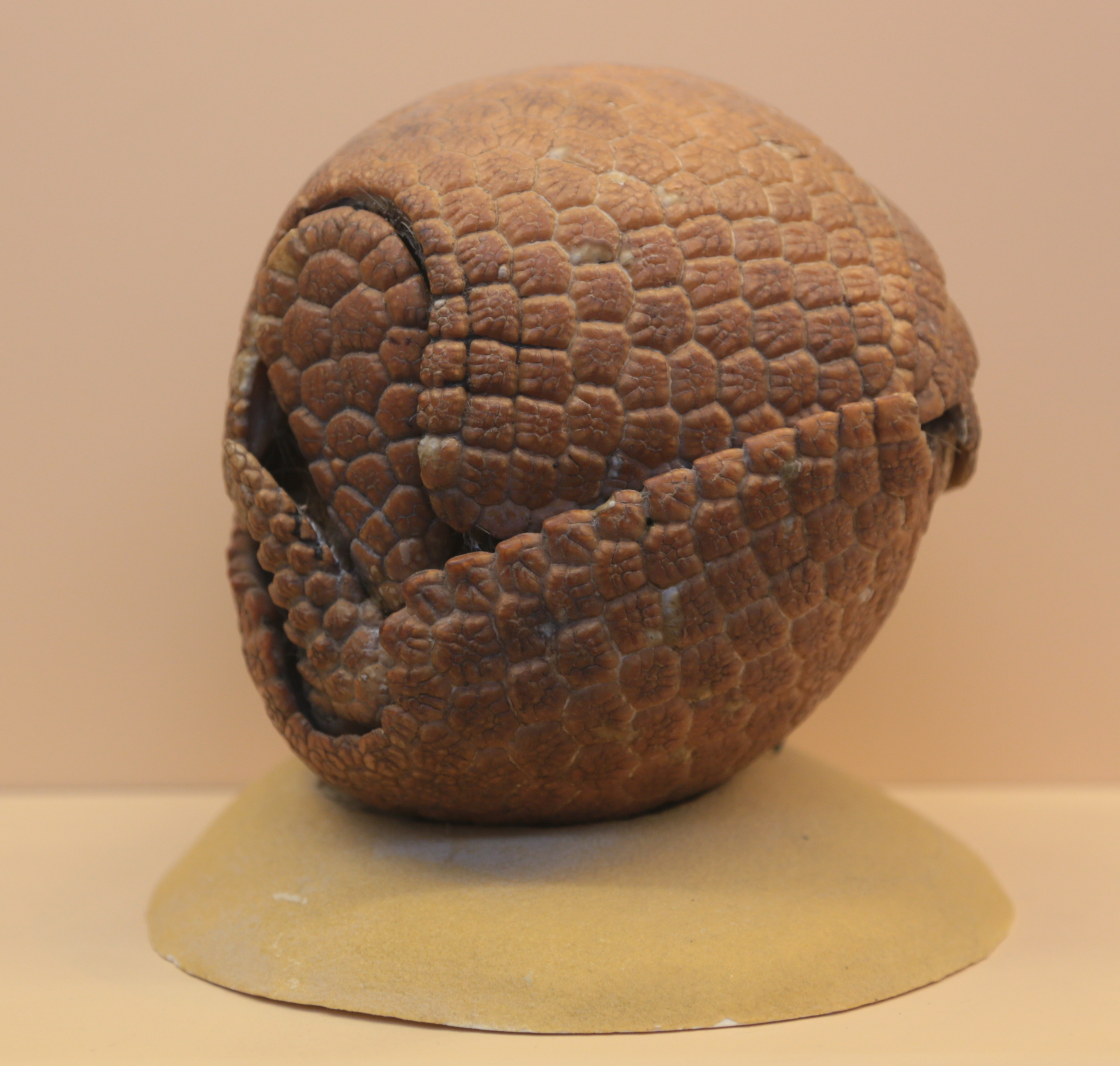
Chiusura completa di un Tolypeutes tricinctus.

Questi animali sono gli unici fra gli armadilli a potersi chiudere completamente a palla, grazie i bordi della corazza non fissati direttamente da pelle alla testa, alla coda e alle zampe: quando una bolita si appallottola, si trasforma in una sfera talmente ermetica che diventa quasi impossibile forzarla contro la volontà dell'animale.
Lo scudo cefalico e quello caudale, di forma triangolare, sono complementari e chiudono definitivamente la sfera.
Solo un giaguaro affamato che riesca a raccogliere fra i denti questa palla riuscirebbe a spezzarla, mentre i canidi che non riescono a sorprendere questo animale senza dargli il tempo di appallottolarsi devono presto o tardi rinunciare all'assalto: se ulteriormente molestato anche da chiuso, il bolita reagisce aprendosi e chiudendosi a scatti, come una tagliola.
Questa protezione immediata fa sì che, nonostante siano ugualmente abili ed alacri scavatrici, le bolita (in spagnolo e portoghese "pallina") non hanno bisogno di una tana dove rifugiarsi.
Il secondo, il terzo ed il quarto dito delle zampe posteriori sono fusi in una sorta di zoccolo, mentre il primo ed il quinto rimangono separati.
Il numero di cromosomi diploidi di questa specie è 2n=38, il più basso fra gli armadilli (che solitamente hanno un numero compreso fra 50 e 64 cromosomi diploidi) ed abbastanza basso in generale.
In zone ricche di cibo (che consiste principalmente in larve di coleotteri, cui si sommano formiche e termiti nella stagione secca e frutta in quella delle piogge) si contano densità di bolita superiori ai 7 individui per chilometro quadrato.
Pur essendo animali prettamente solitari, nei mesi più freddi li si può trovare in gruppi composti da fino a 12 individui.

## Riproduzione
La gestazione dura circa 4 mesi, al termine dei quali (solitamente fra novembre e gennaio) viene dato alla luce un unico cucciolo, perfettamente sviluppato, che può già appallottolarsi. 
Lo svezzamento avviene solitamente attorno ai 2 mesi e mezzo, mentre la maturità sessuale attorno all'anno d'età.